# Isabel Mellén
Isabel Mellén Rodríguez (Vitoria, 1986) es una historiadora, investigadora y divulgadora española especializada en el arte románico alavés y en el papel desempeñado por las mujeres durante la Edad Media en los ámbitos de la cultura y del patrimonio artístico.

## Biografía
Se licenció en Filosofía en la Universidad Complutense de Madrid, donde completó sus estudios con un máster en Estudios Avanzados en Filosofía, y posteriormente se graduó en Historia del Arte en la Universidad Nacional de Educación a Distancia (UNED).Es doctora por la Universidad de Zaragoza con la tesis titulada Significado, corporalidad y metáfora. Elementos para una teoría del sentido de las imágenes.

### Trayectoria profesional
Como integrante del proyecto Álava medieval,tomó parte, entre otras, en la investigación sobre el desaparecido Convento de San Francisco de Vitoria, fundado en 1214 y derribado en 1930 a pesar de su gran valor histórico y patrimonial.
En 2017 coordinó la edición en español y elaboró el prólogo explicativo del libro Amorum emblemata, del pintor y humanista Otto Vaenius, publicado por primera vez en 1608.
Es profesora de filosofía en la UNED y en la Universidad de Zaragoza, y coordinadora de extensión universitaria del Centro Asociado de la UNED Vitoria-Gasteiz.

### Trayectoria como divulgadora
En 2021 publicó el libro Tierra de damas. Las mujeres que construyeron el románico en el País Vasco., en el que expone las conclusiones de la investigación llevada a cabo sobre el papel de las mujeres de la pequeña nobleza rural en la vida social, política y cultural del medievo, tomando como base para ello el rol que desempeñaron en la construcción de los templos románicos de la época. Esta investigación contó con el apoyo del área de igualdad de la Diputación Foral de Álava.
Además de ser autora o coautora de varios libros, como divulgadora colabora desde el 2018 colabora habitualmente en emisoras como Radio Vitoria, Radio Euskadi, Ser Vitoria y Ser Bizkaia con programas como Déjate llevar, Historia de las mujeres en el País Vasco, Herrian, Historia de Álava.
Desde 2020 dirige y presenta el podcast mensual de la Fundación Sancho el Sabio, centrándose en temas de historia y fuentes bibliográficas de la Fundación.
En 2022, junto con la periodista Naiara López de Munain, crearon el Podcast Divulvadoras de la historia con las mujeres como protagonistas, en clave de humor y perspectiva de género.
En 2024 publicó El sexo en el románico (Crítica, 2024), un libro que hace una relectura de la intimidad en la Edad Media a través del arte románico.

## Obras publicadas
Como editora
- Amorum emblemata. Tratado hermético sobre el amor. (Obra de 1608 de Otto Vaenius, editada en español en 2017 por Sans Soleil Ediciones).

Como autora o coautora
- Guía del románico en Álava y Treviño. (Sans Soleil Ediciones, 2017) López de Munain, Gorka / Mellén, Isabel.
- Descubriendo el románico alavés. La colección fotográfica de Federico Baraibar y Lorenzo Elorza. (Sans Soleil Ediciones, 2019). Esteban, Raquel / Gondra, Ander / López de Munain, Gorka / Mellén, Isabel / Ortiz de Urbina, Carlos / Soto, Javier.
- La ciudad perdida. Historia cultural del convento de San Francisco de Vitoria-Gasteiz. (Sans Soleil Ediciones, 2019). Ezquerra, Íñigo / Gondra, Ander / López de Munain, Gorka / Mellén, Isabel.
- Tierra de damas. Las mujeres que construyeron el románico en el País Vasco. (Sans Soleil Ediciones, 2021). Mellén, Isabel.
- El sexo en tiempos del románico. Una relectura de la intimidad en la Edad Media a través del arte románico. (Ed. Crítica, 2024)

## Premios y reconocimientos
- 2018 Premio de la Fundación Sancho el Sabio por su estudio Luces en la sombra: los primeros siglos de Estíbaliz a través de sus documentos (siglos X-XII) relativo al Santuario de Nuestra Señora de Estíbaliz y su papel en la política alavesa de los siglos X y XI.[22]
- 2022 Premios SER de Álava SARIAK.[23]
- 2025 Pregonera de las Fiestas de San Prudencio y Nuestra Señora de Estíbaliz.[24][25]